# Defense Weather Satellite System
O Defense Weather Satellite System (DWSS) foi a denominação de um sistema de satélites meteorológicos do Departamento de Defesa dos Estados Unidos, tendo a Northrop Grumman Corporation como principal contratante com lançamento previsto para 2018. Em Janeiro de 2012, a Força Aérea dos Estados Unidos cancelou o programa.
O DWSS foi uma sequencia da missão do Defense Meteorological Satellite Program (DMSP). O DWSS em conjunto com o ainda ativo projeto do Joint Polar Satellite System (JPSS), deveria substituir o projeto National Polar-orbiting Operational Environmental Satellite System (NPOESS), que por sua vez foi cancelado em Janeiro de 2010.